# Гадюкові (підродина)
Гадю́кові (Viperinae) — підродина отруйних змій з родини Гадюкові. Має 13 родів та 94 види.

## Опис
Загальна довжина представників цієї підродини коливається від 28 см до 2 м. Відмінністю цих змій від ямкоголових є відсутність термовідчутних ямок. Голова витягнута, тулуб стрункий. Забарвлення здебільшого темних кольорів. Черево світліше за спину.

## Спосіб життя
Полюбляють тропічні та субтропічні місцини. Зустрічаються досить широкого у степах, лісах, кам'янистих ландшафтах. Усі види отруйні, отрутагемолитичну дію. Харчуються ящірками, гризунами, дрібними птахами.
Це живородні та яйцеживородні змії. 

## Розповсюдження
Мешкають в Європі, Азії та Африці.

## Роди
- Atheris
- Causus
- Bitis
- Cerastes
- Daboia
- Echis
- Eristicophis
- Macrovipera
- Montatheris
- Montivipera
- Proatheris
- Pseudocerastes
- Vipera